# نادي الشرف
نادي الشرف أو اونر كلوب هي خدمة بث بنظام OTT مملوكة لشركة اتحاد حلبة الشرف المصارعة المحترفة . تم الإعلان عن تطوير خدمة الفيديو مقابل الدفع VOD في 9 نوفمبر 2017 بواسطة مدير العمليات جو كوف . تم الإعلان عن اطلاق الخدمة رسميًا في 2 فبراير 2018  وتم إطلاق الخدمة رسميًا في 19 فبراير 2018. تعمل شبكة اونر كلوب على نحو مماثل لشبكة دبليو دبليو اي و شبكة اتحاد التي ان ايه شبكة المصارعة العالمية ، في أحداث الدفع لكل مشاهدة المتاحة عبر الخدمة، ولكن على عكس منافسيها المذكورين أعلاه، يجب أن تدفع بعض فئات العضوية مبالغ إضافية لهذه الأحداث.
لدى شبكة اونر كلوب نموذج تسعير متعدد المستويات يقدم أيضًا خصومات على البضائع والتقدم في مبيعات التذاكر. تحتوي الخدمة حاليًا على مستويين، وكلاهما يحتوي على خصومات خاصة بالإضافة إلى الوصول إلى أرشيف ROH TV. المستوى الأساسي، الذي يتضمن خصم 50 ٪ على الدفع لكل المشاهدات، متاح بسعر اشتراك شهري قدره 9.99 دولار أو دفعة سنوية واحدة قدرها 99.99 دولار. يكلف اشتراك VIP 119.99 دولارًا سنويًا ويوفر وصولًا مباشرًا لجميع أحداث عروض المستقبلية والوصول إلى أرشيف عروض ROH الشهرية دون أي تكاليف إضافية.
بجانب اونر كلوب، تقدم سين كلير بودكاست جروب (الشركة الأم رينج اوف اونر) الآن خمس خدمات بث. ينضم نادي الشرف إلى شبكات البث الرقمي الأربعة الحالية في Sinclair للتلفزيون الرقمي للأرض هي ( Comet و Charge! و Stadium و TBD ) ، والتي تبث جميعها أيضًا عبر الإنترنت. مثل Comet and Stadium ، يتوفر اونر كلوب أيضًا من خلال أجهزة التلفاز الذكية وأجهزة فك التشفير مثل روكو و ابل تي في ، بالإضافة إلى بعض الاجهزة التي تدعم تطبيقات الأجهزة المحمولة .

## برمجة
- جميع حلقات البرنامج الاسبوعي Ring of Honor تي في (باستثناء تلك التي تم بثها في غضون 7 أيام)
- جميع أحداث الدفع لكل مشاهدة (عضوية VIP)
- كل جولات الاحداث المباشرة
- عرض أول اين
- عرض الذكري ال85 لاتحاد CMLL
- CMLL انترناشونال جراند بريكس

## روابط خارجية
- الموقع الرسمي